# سیارک ۲۷۶
سیارک ۲۷۶ (به انگلیسی: 276 Adelheid) دویست و هفتاد و ششمین سیارک کشف شده‌است که در ۱۷ آوریل ۱۸۸۸ و در وین کشف شد.
قدر مطلق سیارک برابر ۸٫۵۶ است.